# Krążek (zespół muzyczny)
Krążek – polski zespół muzyczny z nurtu piosenki turystycznej i poezji śpiewanej, powstały w 1987 roku w Warszawie.

## Historia
Zespół powstał w mieszkaniu lidera grupy Macieja Służały (śpiew, gitara klasyczna, Fletnia Pana). Początkowo jego repertuar składał się z piosenek zasłyszanych. Od jesieni 1988 roku do repertuaru zostały dołączone piosenki pisane przez Służałę, które po pewnym czasie stały się podstawą prezentacji zespołu. Pierwszą piosenką autorską była Wieczorna piosenka o domu, a następnie: Powrót, Requiem dla Majstra Biedy oraz Wiatr i Strzyga. W lutym 1988 nieformalna jeszcze grupa przyjaciół zajęła I miejsce na harcerskim Festiwalu Kulturalnym Hufca Warszawa-Żoliborz. Były to eliminacje do Chorągwianego Przeglądu Piosenki Harcerskiej, gdzie zespół zajął III miejsce, tym samym awansując do następnego etapu (Regionalny Przegląd Piosenki Harcerskiej). Wówczas to początkujący ansambl przyjął nazwę Krążek. W harcerskiej części historii grupy zdobyła ona nagrody na następujących festiwalach:  

– FPH Młyn w Warszawie (I nagroda w 1988), 

– OFPHiT Szałamaja w Kwidzynie (wyróżnienie w 1988, nagroda specjalna w 1989, III nagroda w 1990 i nagroda główna w 1991), 

– OSPM Chrypa w Krakowie (nagroda specjalna w 1988, wyróżnienie w 1989, 1990 i 1991),

– OFPH Siedlce (Grand Prix w 1990).
Skład grupy Krążek był płynny, stąd częste roszady personalne. W 1989 roku w zespole pojawiła się Katarzyna Niklas (śpiew, flet poprzeczny, flet indiański – quena). Była ona przez lata jednym z filarów Krążka. W 1991 r. formacja zadebiutowała na festiwalach studencko-turystycznych, zdobywając kolejne nagrody.
W 1991, były to:
      
– Bazuna w Gdyni (trzy piosenki laureatki),
     
– OPPA w Warszawie (wyróżnienie),
    
– Nocny Maraton Piosenki Turystycznej w Świeciu nad Wisłą (II nagroda dla zespołu i Grand Prix za piosenkę),
    
– PPT Łajba w Chojnicach,
  
– Bakcynalia w Lublinie (Grand Prix).
W 1992:
      
– Yapa w Łodzi (II nagroda),
     
– Warszawski Jarmark Piosenki (I nagroda),
   
– OFPS Tartak w Warszawie (III nagroda),
    
– Bazuna (nagroda specjalna i trzy piosenki laureatki oraz zaproszenie do zasiadania w bazunowym jury),
      
– Bakcynalia w Lublinie (III nagroda).
W 1993:
        
– OFPS Tartak w Warszawie (wyróżnienie),
    
– Ogólnopolska Turystyczna Giełda Piosenki Studenckiej w Szklarskiej Porębie (II nagroda i trzy wyróżnienia).
W roku 1992 roku ukazała się wydana własnym sumptem kaseta pt. Powrót, nagrana w duecie, który tworzyli: Maciej Służała i Katarzyna Niklas. 
Od 1994 roku Krążek bierze udział w konkursach bardzo rzadko.
Na przełomie lat 1994/1995 zespół pod zmienioną nazwą nagrywa kasetę pt. Baśń. Nazwa Tak czy Owak wydawała się dobrym pomysłem marketingowym, jednak większość jego fanów nie zaakceptowała tej zmiany. W związku z tym w marcu 1998, po przeglądzie Yapa'98 grupa wróciła do starej nazwy. W 1995 do zespołu dołącza Paweł Jędrzejewski (gitara basowa), zaś w 1997 Michał Juszkiewicz (gitara solowa). W 2003 ukazała się płyta nagrana na żywo pt. Koncert (nagrania pochodzą z koncertu XV lat grupy Krążek, który odbył się 21 listopada 2003 roku w Dzielnicowym Domu Kultury Nauczyciela przy ul. Działdowskiej 6 w Warszawie). W grudniu 2008 roku w Warszawie grupa wzięła udział w koncercie, który odbył się w ramach projektu W górach jest wszystko co kocham. W 2010 roku Krążek zakończył oficjalną działalność. Piosenki z repertuaru zespołu można sporadycznie usłyszeć w wykonaniu autorskim – Macieja Służały, który występuje m.in. w tawernie żeglarskiej Gniazdo Piratów w Warszawie.

## Dyskografia

### Albumy
- 1992 – Powrót (MC, kaseta wydana własnym sumptem)[8][5]
- 1995 – Baśń (MC, SDM) (pod nazwą Tak czy Owak)[8]
- 2003 – Koncert (CD; płyta koncertowa)[8]

### Kompilacje
- 1999 – Marek Surzyn - Miks (CD, SelleS Enterprises): Wiatr i Strzyga (Maciejowi Służale i Katarzynie Niklas-Łypce w nagraniu towarzyszyli: Mirosław Stępień - gitara basowa i Marek Surzyn - perkusja)[10].